# Shunga

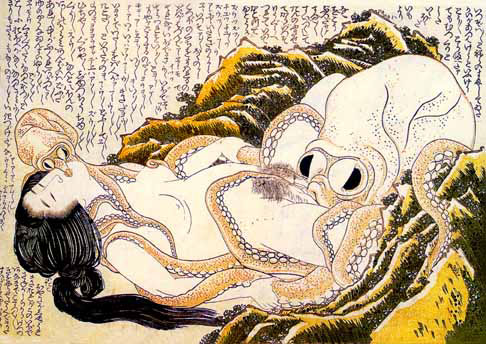
Tako to ama (Ośmiornica i poławiaczka pereł, popularnie nazywany „Sen żony rybaka”), anonimowy drzeworyt przypisywany Katsushice

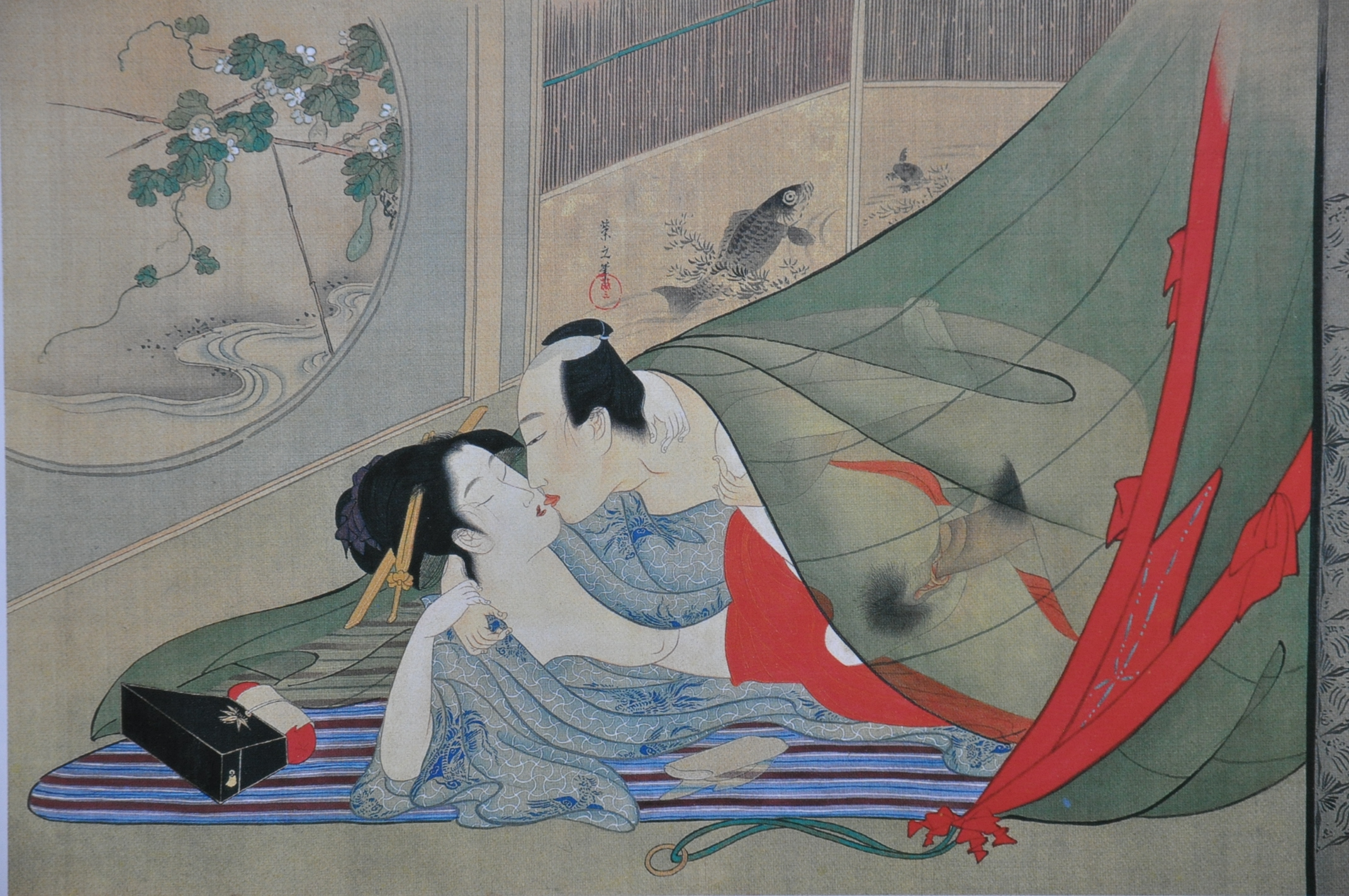
Malowidło typu shunga na jedwabiu

Shunga (jap. 春画 dosłownie „wiosenne obrazy”; wiosna jest japońskim eufemizmem na seks) – dawne japońskie ilustracje erotyczne, popularne zwłaszcza w okresie Edo (1600–1868). Stanowią ważną kategorię w ramach ukiyo-e. Najczęściej tworzone w formie drzeworytów, z których robiono tanie odbitki i rozprowadzano po całej Japonii, istnieją również kakemono o tej tematyce, malowane na jedwabiu. Niektóre z tego typu ilustracji posiadają wysoką wartość artystyczną, przeznaczone były dla bogatych kupców i samurajów, inne można zakwalifikować jako pospolitą pornografię. 

## Znani twórcy shunga
- Moronobu Hishikawa
- Hokusai Katsushika
- Isshō Miyagawa
- Shigenobu Yanagawa
- Utamaro Kitagawa
- Saeshi Chobun
- Eisen Tomioka
- Harunobu Suzuki